# L'alta stagione
L'alta stagione è una serie televisiva brasiliana distribuita su Netflix il 21 gennaio 2022.

## Trama
La serie ruota attorno a cinque ventenni che lavorano al Maresia Hotel, un resort di lusso. Durante la loro permanenza lì devono affrontare le sfide della vita quotidiana e fare scoperte sul mondo e su se stessi.

## Episodi
| nº | Titolo originale | Titolo italiano | Pubblicazione originale | Pubblicazione Italia |
| -- | ---------------- | --------------- | ----------------------- | -------------------- |
| 1  | Episode 1        | Episodio 1      | 21 gennaio 2022         | 21 gennaio 2022      |
| 2  | Episode 2        | Episodio 2      | 21 gennaio 2022         | 21 gennaio 2022      |
| 3  | Episode 3        | Episodio 3      | 21 gennaio 2022         | 21 gennaio 2022      |
| 4  | Episode 4        | Episodio 4      | 21 gennaio 2022         | 21 gennaio 2022      |
| 5  | Episode 5        | Episodio 5      | 21 gennaio 2022         | 21 gennaio 2022      |
| 6  | Episode 6        | Episodio 6      | 21 gennaio 2022         | 21 gennaio 2022      |
| 7  | Episode 7        | Episodio 7      | 21 gennaio 2022         | 21 gennaio 2022      |
| 8  | Episode 8        | Episodio 8      | 21 gennaio 2022         | 21 gennaio 2022      |

## Produzione
L'inizio delle riprese della serie è stato annunciato il 15 dicembre 2020, Netflix Brasile lo ha annunciato attraverso i suoi social network. La serie è una coproduzione tra la Boutique Filmes e la Ocean Films per la piattaforma Netflix. È stata girato a Ilhabela, sulla costa settentrionale di São Paulo, e nella capitale paulista. Le riprese si sono concluse a febbraio 2021.